# RCG Oran
Der Raed Chabab Gharb d’Oran (arabisch رائد شباب غرب وهران, DMG Rāʾid Šabāb Ġarb Wahrān), kurz einfach nur RCG Oran, ist ein algerischer Fußballklub aus Oran, welcher im Jahr 1947 gegründet wurde. Die Farben sind Schwarz und Rot.

## Geschichte
Der Klub wurde im Jahr 1947 im Quartier Cité Petit in der Stadt Oran von europäischen Siedlern unter dem Namen Racing Club de Cité Petit gegründet. Mit der Unabhängigkeit von Algerien im Jahr 1962 und dem damit folgenden Wegzug der Siedler wurde der Klub 1963 in Racing Club d’Oran (kurz RC Oran) umbenannt. Ab 1972 gab man sich dann nach der Integration in die ONTF den Namen Raed Chabab Ghabat Ouahran. Im Jahr 1977 wurde der Klub schließlich von der Nationalen Stahlgesellschaft übernommen und spielte somit unter SNS Oran als auch ECTT Oran bis zum Ende der 1980er Jahre. Seitdem heißt der Klub nun Raed Chabab Gharb d’Oran.
Nach der Meisterschaft in der Ligue Professionnelle 2 im Jahr 1976 spielte man die Saison 1976/77 in der höchsten Liga des Landes. Stieg danach aber direkt wieder ab.

## Erfolge
- Ligue Professionnelle 2
  - Meister: 1976